# Cacia curta
Cacia curta là một loài bọ cánh cứng trong họ Cerambycidae.